# Dialéctica de la frustración
La dialéctica de la frustración es un concepto utilizado en psicoanálisis lacaniano en el marco del complejo de Edipo, que define la relación entre madre e hijo ante la falta del objeto de deseo. 
En el primer tiempo del complejo edípico freudiano se dice que el niño se encuentre en el orden de lo real. Se llama orden de lo real a la posición ante todo aquello que aún el lenguaje no ha definido. Aquello real es todo aquello que es, sin ser descrito. Una vez descrito a través de la palabra aquello real se convierte en realidad, subjetiva y con significado para sujeto.
En el orden de lo real se da el triángulo imaginario, según Lacan, en el que se encuentra la tríada niño, madre y falo u objeto de deseo. Este triángulo se retroalimenta en una relación de necesidad y satisfacción donde la madre cubre de manera inmediata las necesidades del niño convirtiendo estas en satisfacciones. Esta atención de la madre sobre las necesidades del hijo con que se identifica, dispone al niño como objeto simbólico de la madre. Se podría decir que el niño satisface las necesidades de la madre ya que es en ella donde se abren las necesidades de hambre, sed, calor, etc. del niño. Así el objeto satisfaría una falta de la madre: el falo. 
Aún y que el niño está inmerso en el mundo del lenguaje, hace su primera aproximación a este campo a través de lo que Lacan llama la dialéctica de la frustración. Qué quiere el hijo que no puede conseguir de manera tan inmediata para cubrir una necesidad? El pecho materno. Así pues, esta dialéctica se teje entre madre e hijo cuando el niño, a través del registro de llamada, no cubre una necesidad que tampoco puede cubrir autónomamente y de la cual depende totalmente de la madre. Cuando busca el pecho materno no siempre está, de manera que esa falta del objeto real convierte la madre en agente de frustración y, consecuentemente, su relación en una dialéctica de frustración. Que el niño tenga la necesidad del pecho materno ahora depende de la decisión de la madre que esta sea cubierta y ante su ausencia, aparece la frustración.